# 이고리 라리오노프
이고리 니콜라예비치 라리오노프(러시아어: И́горь Никола́евич Ларио́нов, 1960년 12월 3일~)는 러시아의 아이스하키 선수, 지도자로 포지션은 센터이다. 1989년부터 2004년까지 내셔널 하키 리그(NHL)의 밴쿠버 커넉스, 산호세 샤크스, 디트로이트 레드윙스, 플로리다 팬서스, 뉴저지 데블스에서 뛰었다.
1980년대에 뱌체슬라프 페티소프, 알렉세이 카사토노프, 세르게이 마카로프, 블라디미르 크루토프와 함께 러시아 5인조로 불리면서  HC CSKA 모스크바의 주축으로 활동했다. 1989년에 NHL의 밴쿠버 커넉스에 입단하여 NHL 선수 경력을 시작했으며 1996년 디트로이트 레드윙스로 이적했다. 이후 디트로이트의 선수로서 스탠리 컵 우승을 3회(1997년, 1998년, 2002년) 달성했으며 산호세 샤크스와 뉴저지 데블스에서 선수 생활을 했다.
라리오노프는 세계 주니어 선수권 대회에서 2회(1978, 1980) 우승했으며 1981년부터 1991년까지 소련 대표팀 소속으로 뛰었다. 그는 소련 국가대표로서 1984년과 1988년 동계 올림픽 2회 연속으로 올림픽 금메달을 획득했으며 세계 선수권 대회 4회 우승 1회, 준우승, 3위 1회의 기록을 냈다. 소련 해체 후에는 러시아 대표팀의 일원으로 활동하여 2002년 동계 올림픽에서 동메달을 획득했으며 1997년 스탠리 컵 우승과 함께 트리플 골드 클럽에 가입했다.
현역 은퇴 후에는 아이스하키 지도자가 되었으며 2019년 러시아 주니어 대표팀 코치로 지도자 경력을 시작했다. 이후 2020년부터 2022년까지 러시아 대표팀 감독에 취임하여 유로 하키 투어 등의 국제 대회에 참가했으며 2022년에 HC 토르페도 니즈니노브고로드의 감독으로 취임했다.